# Барбатешти (Арђеш)
Барбатешти (рум. Bărbătești) насеље је у Румунији у округу Арђеш у општини Коку. Oпштина се налази на надморској висини од 363 m.

## Становништво
Према подацима из 2002. године у насељу је живело 659 становника, од којих су сви румунске националности.